# Pierre Bonnier
Pierre Bonnier (* 16. August 1861 in Templeuve (Nord) (Département du Nord); † 22. März 1918 in Paris) war ein französischer Mediziner.

## Leben
Pierre Bonnier hatte drei Geschwister. Er war wie sein jüngerer Bruder Charles (1863–1926) Sozialist, aber im Gegensatz zu ihm überzeugter Dreyfus-Anhänger. Politisch war er ein Anhänger von Jules Guesde. Er verspürte früh die Neigung, eine künstlerische Laufbahn einzuschlagen und zog dabei in seiner Begeisterung für Richard Wagner den Bruder Charles mit. Er veranlasste ihn wohl auch, Anhänger von Stéphane Mallarmé zu werden. Mallarmé wandte sich in späteren Jahren auch persönlich Pierre Bonnier zu. Die älteren Geschwister waren Louis (1856–1946) und Jules (1859–1908). Pierre Bonnier wurde 1890 zum Doktor der Medizin ernannt. Im selben Jahr wurde er Konsiliarius für HNO-Krankheiten im Hôpital Cochin in Paris. 1897 nahm er auch die Tätigkeit eines Assistenten am Krankenhaus Hôtel-Dieu in Paris auf.

## Leistungen
Pierre Bonnier war erfolggekröntes Mitglied der Medizinischen Fakultät, der Medizinischen Akademie und der Akademie der Wissenschaften in Paris. 1897 wurde er Mitglied der Biologischen Gesellschaft, 1902 Mitglied des Psychologischen Instituts und 1903 der Neurologischen Gesellschaft. Auch war er Präsident der Otologischen Gesellschaft.
Noch heute ist die nach ihm benannte Bezeichnung des Bonnier-Syndroms geläufig. 1905 schlug er den Begriff „Aschématie“ für bestimmte zönästhetische Störungen vor und war damit für die noch heute gültige Begriffsbildung des Körperschemas prägend.

## Werke
- L’action directe sur les centres nerveux: centrothérapie
- Le Sens des attitudes
- La Voix, sa culture physiologique (théorie nouvelle de la phonation). Conférences faites au Conservatoire de musique de Paris en 1906 - Bibliothèque nationale de France (BNF)